# Хыртоп (Леовский район)
Хыртоп также Гыртоп (рум. Hîrtop) — село в Леовском районе Молдавии. Наряду с сёлами Бэюш и Новая Кочулия входит в состав коммуны Бэюш.

## География
Село расположено на высоте 75 метров над уровнем моря.

## Население
По данным переписи населения 2004 года, в селе Хыртоп проживает 86 человек (43 мужчины, 43 женщины).
Этнический состав села:
| Национальность | Число жителей | Процентный состав |
| -------------- | ------------- | ----------------- |
| молдаване      | 81            | 94.19             |
| болгары        | 4             | 4.65              |
| румыны         | 1             | 1.16              |
| Всего          | 86            | 100%              |